# Malte Rehbein
Malte Rehbein (* 1971) ist ein deutscher Historiker, der an der Universität Passau „Digital Humanities“ lehrt.

## Leben
Rehbein hat von 1993 bis 1999 an der Universität Göttingen Geschichte und Mathematik studiert. 2009 folgte die Promotion in Mittlerer und Neuerer Geschichte. 1999/2000 arbeitete er als Software-Entwickler bei der Bundesdruckerei, anschließend bis 2004 bei T-Systems und bis 2007 bei Siemens. Von 2007 bis 2009 war er Marie-Curie Research Fellow an der National University of Ireland in Galway.
2009 bis 2012 arbeitete er als wiss. Mitarbeiter und Leiter des Zentrums für digitale Edition an der Universität Würzburg. 2012 war er Postdoctoral Research Fellow an der University of Victoria und Assistant Professor of History (tenure track) und Fellow am Center for Digital Research in the Humanities an der University of Nebraska-Lincoln. 2013 folgte ein Ruf auf die Professur Digital History an der Universität Luxemburg, die Rehbein aber ablehnte. Noch im gleichen Jahr wurde er auf den Lehrstuhl für Digital Humanities in Passau berufen.
Außerdem ist Malte Rehbein seit Mitte Juli 2014 Projektleiter für die Deutsche Biographie.

## Forschungsschwerpunkte
Rehbeins wissenschaftliche Tätigkeit konzentriert sich auf Digitalisierung, Handschriftenforschung, Paläografie, Visual Analytics und Datenmodellierung, Textkodierung und Digital History.

## Schriften
- From Historical Archives to Algorithms: Reconstructing Biodiversity Patterns in 19th Century Bavaria. Diversity 17, Nr. 5 (26. April 2025): 315. https://doi.org/10.3390/d17050315.
- mit Belen Escobari, Sarah Fischer, Anton Güntsch, Bettina Haas, Giada Matheisen, Tobias Perschl, Alois Wieshuber, und Thore Engel. Quantitative and Qualitative Data on Historical Vertebrate Distributions in Bavaria 1845. Scientific Data 12, Nr. 1 (28. März 2025): 525. https://doi.org/10.1038/s41597-025-04846-8.
- Haider, Thomas, Tobias Perschl, und Malte Rehbein. Quantification of biodiversity from historical survey text with LLM-based best-worst-scaling. In Proceedings of the 1st workshop on ecology, environment, and natural language processing (nlp4ecology2025), herausgegeben von Valerio Basile, Cristina Bosco, Francesca Grasso, Muhammad Okky Ibrohim, Maria Skeppstedt, und Manfred Stede, 61–67. Tallinn, Estonia: University of Tartu Library, 2025. https://aclanthology.org/2025.nlp4ecology-1.13/.
- mit Dino Buzzetti: Textual Fluidity and Digital Editions. Text Variety in the Witnesses of Medieval Texts. Ed. Milena Dobreva. Sofia: Institute of Mathematics and Informatics, 1998. 14–39.
- Digital edition of late medieval town statutes: Visualising the evolution of text and law. New Technologies in Humanities Research. Ed. Ülle Must, and Denton Marcus. Tallinn: Estonian Science Foundation, 2008. 72–76.
- Reconstructing the Textual Evolution of a Medieval Manuscript. In: Literary & Linguistic Computing. 24 (2009): 319–327.
- Göttinger Statuten im 15. Jahrhundert: Entstehung – Entwicklung – Edition. Göttingen: Niedersächsische Staats- und Universitätsbibliothek, 2010. (Dissertation 2009; Digitalisat)
- mit Elmar Mittler: Edition und Forschungsbibliothek – Chancen und Herausforderungen einer traditionsreichen Partnerschaft im digitalen Zeitalter. In: Bibliothek und Wissenschaft. 44 (2011), 9–21.
- mit Tal Hassner, Tal, Peter A. Stokes und Wolf Lior: Computation and Palaeography: Potentials and Limits. Dagstuhl Reports, Vol. 2, Issue 9, 184–199
- mit: Hans Walter Gabler: On Reading Environments for Genetic Editions. Scholarly and Research Communication 4.3 (2013)
- From the Scholarly Edition to Visualization. Re-using Encoded Data for Historical Research. In: International Journal of Humanities and Arts Computing, 8.1 (2014), 81–105
- mit Gábor M. Tóth, Øyvind Eide, Oliver Gondring: Digital Humanities an der Universität Passau – Eine Fallstudie. Digital Humanities als Beruf – Fortschritte auf dem Weg zu einem Curriculum. Graz 2015, 76–88